# Bal på Savoy
Bal på Savoy (tyska: Ball im Savoy) är en operett i tre akter och förspel med musik av Paul Abraham och libretto av Alfred Grünwald och Fritz Löhner-Beda.

## Historia
Den hade premiär den 23 december 1932 på Großes Schauspielhaus i Berlin Den engelska premiären ägde rum den 8 september 1933 på Drury Lane Theatre i London med titeln Ball At The Savoy och med librettot omarbetat av Oscar Hammerstein. Det var Abrahams sista stora framgång.
Trots att Bal på Savoy är en relativt nyligt skriven operett följer karaktärerna det klassiska schemat: Aristide (tenor) är en beklagansvärd rucklare, förkrossad av den påstådda otroheten. Madeleine (sopran) är en mer modern person, redo att belöna godhet med godhet, om än plågad av skrupler. Mustafa representerar den komiska figuren. Mer intressant är Daisy (subrett): klipsk, modig, vet vad hon vill och ser till att få det.
För den förmögenhet som Viktorias husar hade inbringar hade Abraham köpt sig ett slott utanför Berlin, och där skrevs både Blomman från Hawaii och Bal på Savoy, som hade sin urpremiär den 23 december 1932, på dagen två år efter Wienpremiären på Viktorias husar. Bal på Savoy nådde inte upp till de föregående operetternas slagkraft, vilket inte hindrade att den ändå blev rätt flitigt spelas över hela Europa. Lite spanskt och italienskt i rytmer och melodivändningar sätter färg på anrättningen

## Personer
- Madeleine de Faublas (Sopran)
- Marquis Aristide de Faublas, hennes make (Tenor)
- Daisy Darlington, Jazzkompositör (Subrett)
- Mustafa Bey, turkisk handelsattaché (Tenor)
- Tangolita, en argentinsk danserska (Alt)
- Archibald, Aristides tjänare (Baryton)
- Mustapha Beys sex frånskilda fruar (Talroller)
- Célestin Formant (Talroll)
- Pomerol, hovmästare på "Savoy" (Talroll)
- Monsieur Albert, Chef på en parisisk modesalong (Talroll)
- Ernest Bennuet, en ung vän till Célestin (Talroll)
- Bébé, Madeleines tant (Talroll)

## Handling
Plata och tid: Venedig, Nice, Paris; 1932

### Förspel
Venedig, palats vid Canal Grande
Den rike adelsmannen Aristide de Faublas har gift sig med den charmanta Madeleine. De befinner sig på bröllopsresa i Venedig. 

### Akt 1
Hall i en villa i Nice
Marquis Aristide de Faublas och hans hustru Madeleine firar hemkomsten från smekmånaden i deras villa i Nice, när ett telegram från dansösen Tangolita anländer. I Aristides stormiga förflutna hade han lovat henne en intim supé när det passade henne. Nu vill hon att han tar med henne på den årliga balen på hotell Savoy. Med hjälp av Mustafa Bey lurar de Madeleine att han måste bege sig till Savoy för att möta den berömda jazzmusikern José Pasodoble och att Madeleine inte kan följa med då hennes resväska med balklänningen inte har anlänt. Men Pasodoble är pseudonymen för Madeleines amerikanske kusin, Daisy, så Madeleine vet att hon ska bli bedragen.

### Akt 2
Foajén till balsalen på Savoy i Paris
Medan Aristide möter sina gamla vänner från ungkarlstiden vill Madeleine ha hämnd. Med ansiktet gömt bakom en slöja flirtar hon med Célestin Formant, en blyg ung man som önskar uppleva lite spänning i tillvaron. Under tiden blir Mustafa förtjust i Daisy.
Aristide och Tangolita drar sig tillbaka för en privat middag på hotellet. Samma sak gör Madeleine och Célestin. Under middagen ber Aristide att få låna en telefon för att ringa sin fru men kyparen Pomerol, van vid dylika situationer, kopplar linjen till to Madeleines hotellrum så att hon kan svara och låtsas vara hemma. Djupt besviken bestämmer sig Madeleine för att ge sig till Célestin. Medan José Pasodoble får lovord från Savoy och avslöjar sitt rätta jag tillkännager Madeleine att hon har bedragit sin make.

### Akt 3
Hall i en villa i Nice
Madeleines hämnd tas väl emot medan Aristide hemsöks av tvivel: var hon otrogen eller inte? Då Madeleine fortsätter att bekräfta sveket kontaktar markisen en advokat för att starta skilsmässan. Advokaten anländer: det är Célestin Formant, men inte ens från honom kan Aristide få fram sanningen. Mustafa friar till Daisy men endast om Aristide och Madeleine försonas, så Daisy avslöjar sanningen och paret försonas.

## Musiknummer
- "Bist du mir treu?"
- "Es ist so schön, am Abend bummeln zu geh'n"
- "Tangolita"
- "Toujours l'Amour"
- "Wenn wir Türken küssen"